# Viktor zu Wied

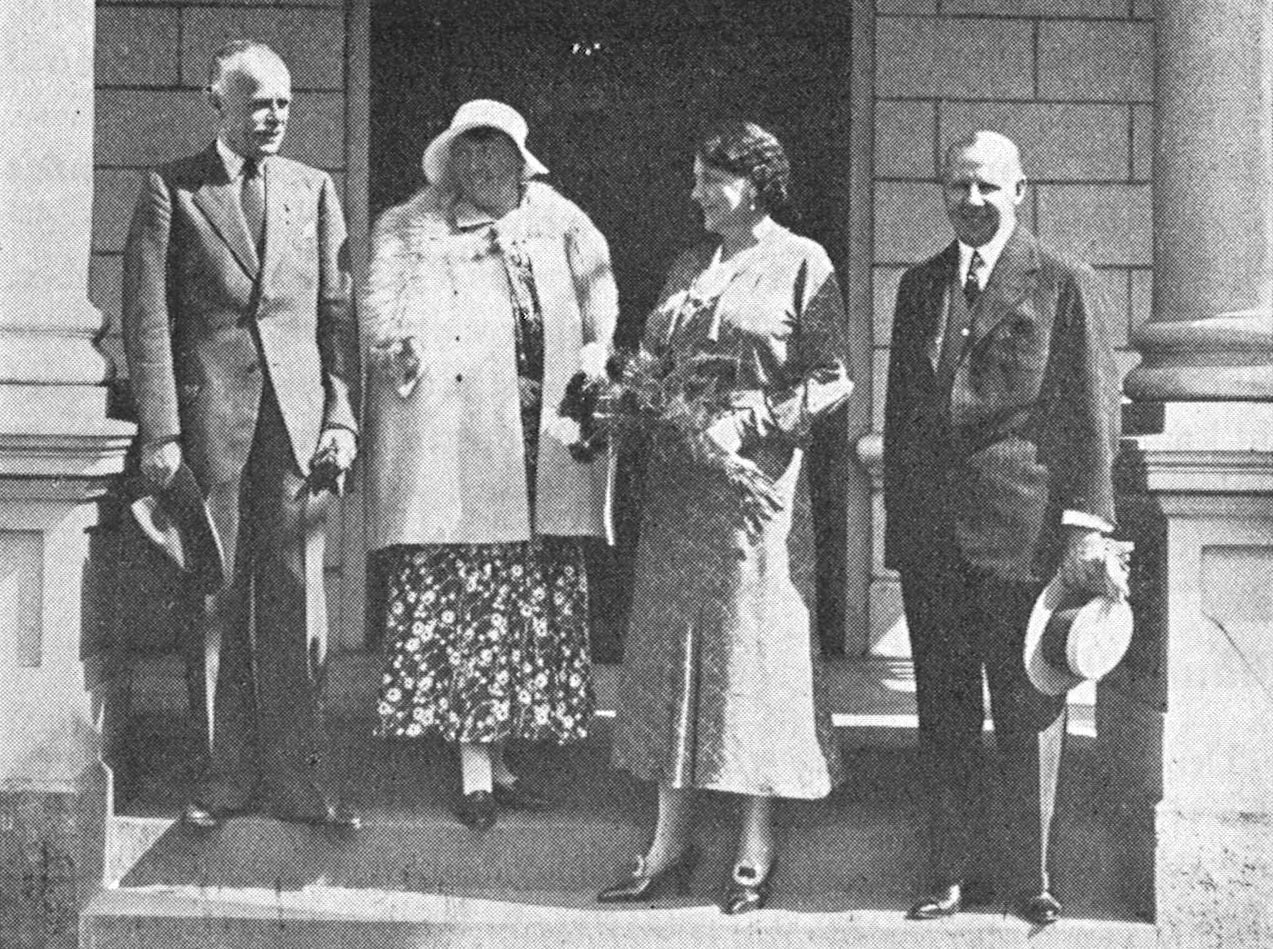
Viktor zu Wied (eerste man links) en zijn echtgenote Gisela bezoeken de Duitse consul in Helsingborg, 1935.

Wilhelm Friedrich Adolph Hermann Viktor zu Wied (Neuwied, 7 december 1877 - Moosburg, 1 maart 1946) was een Duits ambassadeur en lid van het vorstenhuis Wied.

## Levensloop
Viktor was een zoon van vorst Willem Adolf van Wied uit diens huwelijk met Marie van Oranje-Nassau, dochter van prins Frederik der Nederlanden. Zijn oudere broer Wilhelm zu Wied was in 1914 korte tijd vorst van Albanië en zijn tante Elisabeth zu Wied was koningin van Roemenië.
Hij volgde een militaire opleiding en trad in 1905 toe tot de diplomatieke dienst van het Duitse keizerrijk. Van 1919 tot 1922 was hij ambassadeur voor de Weimarrepubliek in Stockholm, alvorens hij in 1922 ambassadeur in Boedapest werd. Een jaar later, in 1923, werd hij met pensioen gestuurd. Een jaar voor de machtsovername van de nazi's trad hij in 1932 toe tot de NSDAP van Adolf Hitler.
Op 15 december 1933 werd hij gereactiveerd als diplomaat en werd hij aangesteld tot gezant van het Duitse Rijk in Stockholm. Deze functie bekleedde hij tot in 1943, toen hij werd opgevolgd door Hans Thomsen. In 1944 kreeg Viktor zu Wied van Hitler een dotatie van 250.000 rijksmark.

## Huwelijk en nakomelingen
Viktor zu Wied was gehuwd met gravin Gisela Klementine Christophora Karola zu Solms-Wildenfels (1891-1976), met wie hij twee kinderen kreeg:
- Elisabeth (1913-1985)
- Benigna (1918-1972)